# Einar Gjerstad
Erik Paul Einar Gjerstad, född 30 oktober 1897 i Örebro, död 8 januari 1988 i Lund, var en svensk arkeolog. 

## Biografi
Einar Gjerstad, som var son till Erik A. Nilsson och Sofia Edblom, tog efternamnet Gjerstad efter släktgården i Gjerstadlund. Han var gift med Vivi Gjerstad, född Berglind, som var dotter till köpmannen Erik Berglind och Augusta Jarl. 
Gjerstad studerade vid Uppsala universitet, där han blev fil. kand. 1920, fil. mag. 1921, fil. lic. 1923, och disputerade 1926 med en doktorsavhandling om Cyperns förhistoria. Samma år utsågs han till docent i klassisk fornkunskap och antikens historia.
1922 var han assistent vid utgrävningar i Asine under Axel W. Persson. Genom Perssons kontakter med Luke Z Pierides, svensk konsul på Cypern, fick Gjerstad möjlighet att åka till ön och företa undersökningar 1923–1924. Han färdades runt ön på cykel. Han genomförde utgrävningar på platser som daterades till stenåldern och bronsåldern. Resultaten publicerades i flera vetenskapliga artiklar och sedermera i avhandlingen Studies on Prehistoric Cyprus i vilken han klassificerade den cypriotiska keramiken enligt typologiska principer. 
1927 blev Gjerstad ledare för den Svenska Cypernexpeditionen, som verkade på Cypern till 1931. Den Svenska Cypernkommittén bildades med kronprins Gustaf (VI) Adolf som ordförande. Privata donatorer och senare statliga medel stod för expeditionens kostnader. Expeditionen avsåg att göra en komplett undersökning av Cyperns forntida kultur. Från högkvarteret i Nicosia fungerade Gjerstad som expeditionens ledare med övergripande ansvar, medan Erik Sjöqvist och Alfred Westholm ledde de flesta av utgrävningarna. Om något särskilt intressant påträffades reste Gjerstad till platsen. Einar Gjerstad utförde själv grävningar i Lapithos (Plakes) och Idalion (när Erik Sjöqvist blivit sjuk). Han gjorde även en avstickare till Kilikien (även Cilicien) 1930 där han samlade in arkeologiskt material.
Gjerstad var expeditionens representant i den kommitté som delade upp fynden mellan Cypern och Sverige. Han beskrev expeditionens arbete och vardagsliv i en serie tidningsartiklar. Dessa utgjorde grundmaterialet för en populärvetenskaplig bok, Sekler och Dagar. Med Svenskarna på Cypern 1927–1931, som gavs ut 1933. Efter hemkomsten från Cypern 1931 påbörjades arbetet med den stora vetenskapliga publikationen The Swedish Cyprus Expedition.
1935 utsågs Gjerstad till direktor för Svenska Institutet i Rom, en post han innehade till 1940. I den befattningen var han tillika redaktör för den skriftserie som institutet utger och blev sedermera ordförande för dess styrelse. Han lyckades finna medel för att utöka institutets vetenskapliga verksamhet och grundade föreningen Svenska Rominstitutets Vänner. Han spelade också en viktig roll för att institutet skulle få en ny tomt och byggnad. 
Han blev 1939 professor vid Lunds universitet i klassisk fornkunskap och antikens historia, en lärostol han innehade till 1957. Därefter fick han en personlig professur i samma ämne vid samma institution. Han företog under dessa år ett flertal forskningsresor, bland annat till Palestina, Egypten, Syrien, och Grekland, samt företog utgrävningar av Forum Romanum 1939, 1949, 1953–1954 och av Forum Boarium 1959. Han blev emeritus 1972.
Under andra världskriget fungerade Gjerstad som delegat för Röda Korset i Grekland. 1948–1957 var han sekreterare i styrelsen för Svenska Institutet i Athen.
1972 närvarade Einar och Vivi Gjerstad vid ceremonin då Cyperns president, ärkebiskop Makarios III invigde ett monument över Cypernexpeditionen på den gamla utgrävningsplatsen i Vounipalatset. Gjerstad fick en gata i Larnaca uppkallad efter sig redan under sin livstid. Han samlade in pengar för behövande under kriget på Cypern 1974. Einar Gjerstad är gravsatt i minneslunden på Fredentorps begravningsplats.

## Utmärkelser, ledamotskap och priser
- Ledamot av Kungl. Humanistiska vetenskapssamfundet i Lund (LLHS 1940)
- Ledamot av Kungl Vitterhets-, historie- och antikvitetsakademien (LHA 1949)
- Ledamot av Kungl. Fysiografiska sällskapet i Lund (LFS 1953)
- Ledamot av Kungl. Vetenskapsakademien (LVA, 1962)
- Hedersledamot av Vetenskapssocieteten i Lund (HedLVSL 1953)[2]
- Kommendör av Kungl. Nordstjärneorden (KNO) 1957 (Riddare, RNO 1947)
- Riddare av Kungl. Vasaorden (RVO) 1931
- Kommendör av Kungl. Italienska Kronorden
- Officer av Kungl. Grekiska Fenixorden